# Már minálunk, babám
A Már minálunk, babám kezdetű dalt Bodrogi Zsigmond írta. Egyszerűsített változata népdallá vált, Bartók Béla 1914-ben lejegyezte Jobbágytelkén.
Feldolgozás:
| Szerző          | Mire                         | Mű                               |
| --------------- | ---------------------------- | -------------------------------- |
| Ludvig József   | ének, zongora, gitárakkordok | A csitári hegyek alatt, 9. oldal |
| Gárdonyi Zoltán | zongora                      | Már minálunk babám               |

## Kotta és dallam
Már minálunk, babám, már minálunk, babám, az jött a szokásba,

nem szedik a megygyet, nem szedik a megygyet fedeles kosárba.

Felmegy a legény a fára, a meggyfa tetejére,

lerázza a megygyet, te meg, babám, szedjed a rózsás kötényedbe.

## Felvételek
- Már minálunk babám. Énekel: Szalay László  YouTube (2012. február 24.)  (Hozzáférés: 2016. március 13.) (videó)
- Már minálunk babám. Lakatos Sándor és népi zenekara  YouTube (2016. február 18.)  (Hozzáférés: 2016. március 13.) (audió)